# Bayrak
Телерадиовещательная корпорация «Байрак» или Фонд радио и телевидения «Байрак» (англ. Bayrak Radio and Television Corporation, тур. Bayrak Radyo Televizyon Kurumu, BRT 2) - государственная телерадиокомпания Турецкой Республики Северного Кипра. 

## История
Основана 25 декабря 1963 года, тогда же был запущен телеканал BRT 1. В марте 1993 году BRT запустил телеканал BRT 2.

## Медиа-активы

### Телеканалы
- BRT 1
- BRT 2

Вещание идёт на турецком, греческом и английском. 

### Радиостанции
- Bayrak Radyo
- Bayrak FM
- Bayrak Classic
- Yasemin FM

Доступны через эфирное радиовещание (аналоговое на УКВ (УКВ CCIR), Bayrak Radyo на СВ).

### Иновещание
- Bayrak International

Транслирует программы для международной аудитории на английском, греческом, арабском, русском, немецком и французском языках. Внутри Кипра передачи на иностранных языках можно принимать на FM, а за границей на коротких волнах, через спутник и в Интернете.